# 동오스트레일리아 해류

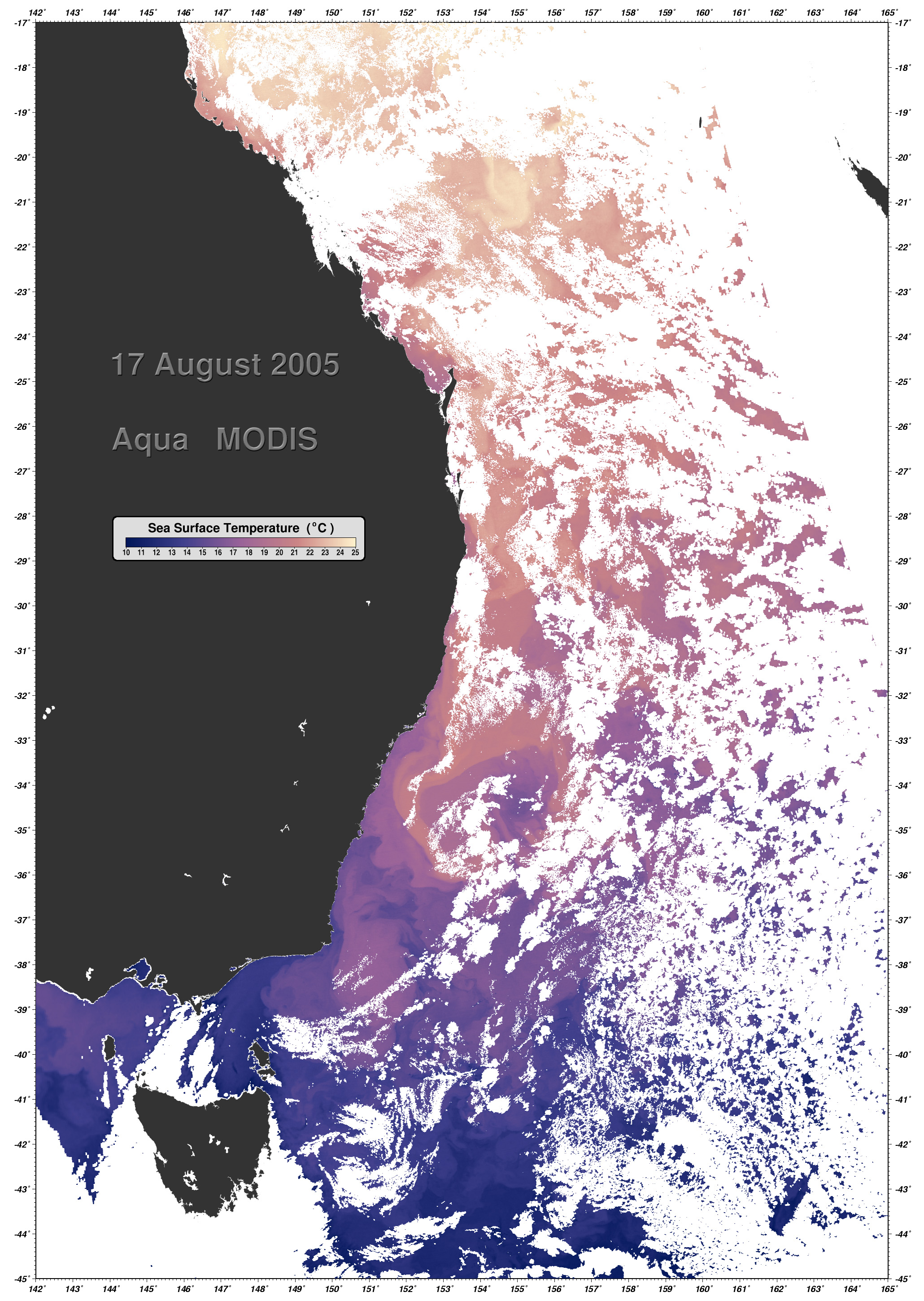

동오스트레일리아 해류(East Australian Current, EAC)는 남적도 해류(SEC)가 산호해를 건너 호주 동부 해안에 도달하면서 형성되는 따뜻한 남향의 서쪽 경계 해류이다. 오스트레일리아 해안 근처 약 15° S에서 SEC는 EAC의 남쪽 흐름을 형성하면서 분열된다. 오스트레일리아 해안에 가까운 가장 큰 해류이다.

## 같이 보기
- 해류
- 환류 (해양학)
- 물리해양학